# Triásico
| Era Eratema | Período Sistema | Inicio (millones años) |
| ----------- | --------------- | ---------------------- |
| Mesozoico   | Cretácico       | 143,1                  |
| Mesozoico   | Jurásico        | 201,4 ±0,2             |
| Mesozoico   | Triásico        | 251,9 ±0,02            |

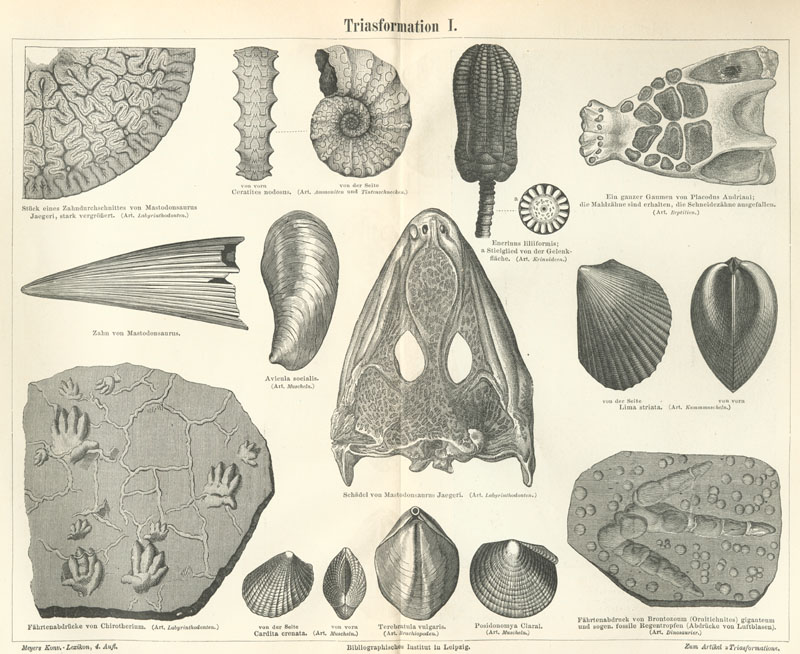
Fósiles del Triásico.

El Triásico (del griego τριάς, triás, 'tres') es el primer sistema y período del Mesozoico en la escala temporal geológica. Sucede al Pérmico (último periodo del Paleozoico) y precede al Jurásico. Duró 51 millones de años, comenzando hace 252 millones de años y acabando hace 201 millones de años. Debe su nombre a la sucesión estratigráfica de los tres grupos de rocas que identificó el geólogo alemán Friedrich von Alberti en sus estudios en Alemania y Europa noroccidental en 1834: Buntsandstein, areniscas y conglomerados rojos, Muschelkalk, calizas y dolomías, y Keuper, arcillas y evaporitas.
Tanto el inicio como el final de este período están marcados por importantes eventos de extinción: la extinción masiva del Pérmico-Triásico y la del Triásico-Jurásico.
Es en los sedimentos de  este período donde aparecen los fósiles de los primeros dinosaurios, representados por formas bípedas de pequeño tamaño, carnívoras. No obstante, a finales del periodo ya se habían diversificado a gran escala y se habían convertido en los vertebrados dominantes en todo el planeta, llevando a la extinción a grupos  más primitivos, como los arcosaurios, y a los reptiles mamiferoides con escasas excepciones.  
Los arcosaurios dominan en tierra como dinosaurios, en los océanos dominan los ictiosaurios y los notosaurios, y en el cielo los pterosaurios. Los cinodontos se hacen más pequeños y se asemejan cada vez más a un mamífero. Aparecen los primeros mamíferos y el orden Crocodilia. Plantas del grupo Dicroidium eran comunes en tierra. Muchos grandes anfibios acuáticos temnospóndilos. Ammonoideos ceratíticos extremadamente comunes. Aparecen los corales modernos y los peces óseos (teleósteos), así como muchos de los clados modernos de insectos.
Los primeros mamíferos, los cuales evolucionaron de los reptiles mamiferoides, hicieron su aparición en este período.
La deriva continental acercó los continentes; junto con la gran regresión marina del Triásico, fueron las dos causas de la formación del supercontinente Pangea. A principios del Jurásico las tierras emergidas volvieron a separarse.  Debido a esta regresión, las plataformas  continentales quedaron sobre el nivel del mar, lo que condujo, a su vez, al descenso de la deposición de sedimentos carbonatados, que necesitan profundidades relativamente someras. 

## Subdivisiones
| Era Eratema | Periodo Sistema | Época Serie         | Edad Piso              | Inicio, en millones de años |
| ----------- | --------------- | ------------------- | ---------------------- | --------------------------- |
| Mesozoico   | Cretácico       | Cretácico           | Cretácico              | 143,1                       |
| Mesozoico   | Jurásico        | Jurásico            | Jurásico               | 201,4±0,2                   |
| Mesozoico   | Triásico        | Superior / Tardío   | Rhaetiense Rhaetiano   | 205,7                       |
| Mesozoico   | Triásico        | Superior / Tardío   | Noriense Noriano       | 227,3                       |
| Mesozoico   | Triásico        | Superior / Tardío   | Carniense Carniano     | ~235                        |
| Mesozoico   | Triásico        | Medio               | Ladiniense Ladiniano   | 241,464 ± 0,28              |
| Mesozoico   | Triásico        | Medio               | Anisiense Anisiano     | 246,7                       |
| Mesozoico   | Triásico        | Inferior / Temprano | Olenekiense Olenekiano | 249,9                       |
| Mesozoico   | Triásico        | Inferior / Temprano | Induense Induano       | 252,2±0,5                   |

La Comisión Internacional de Estratigrafía reconoce tres épocas/series y siete edades/pisos del Triásico, distribuidos en orden de los más recientes a los más antiguos como sigue:

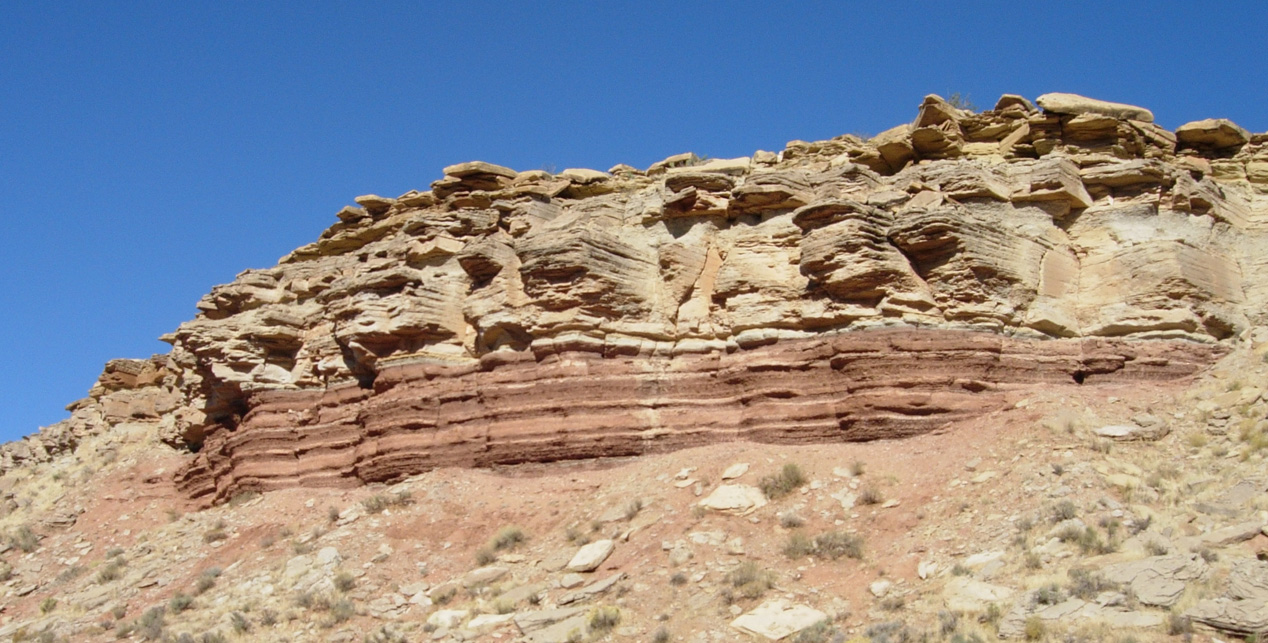
Estratos del Triásico en Utah.

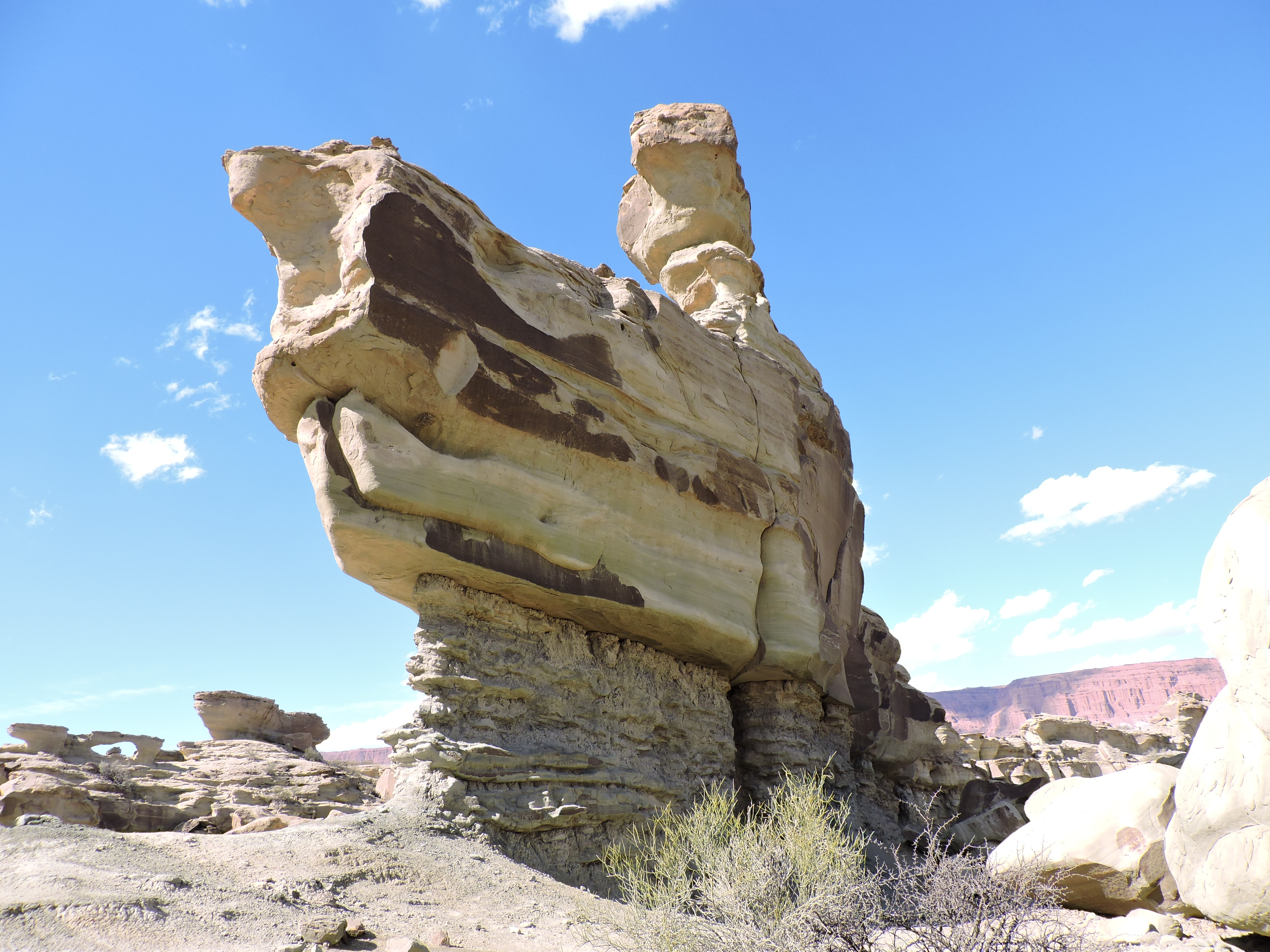
Parque Provincial Ischigualasto, Provincia de San Juan - Argentina.

## Estratigrafía

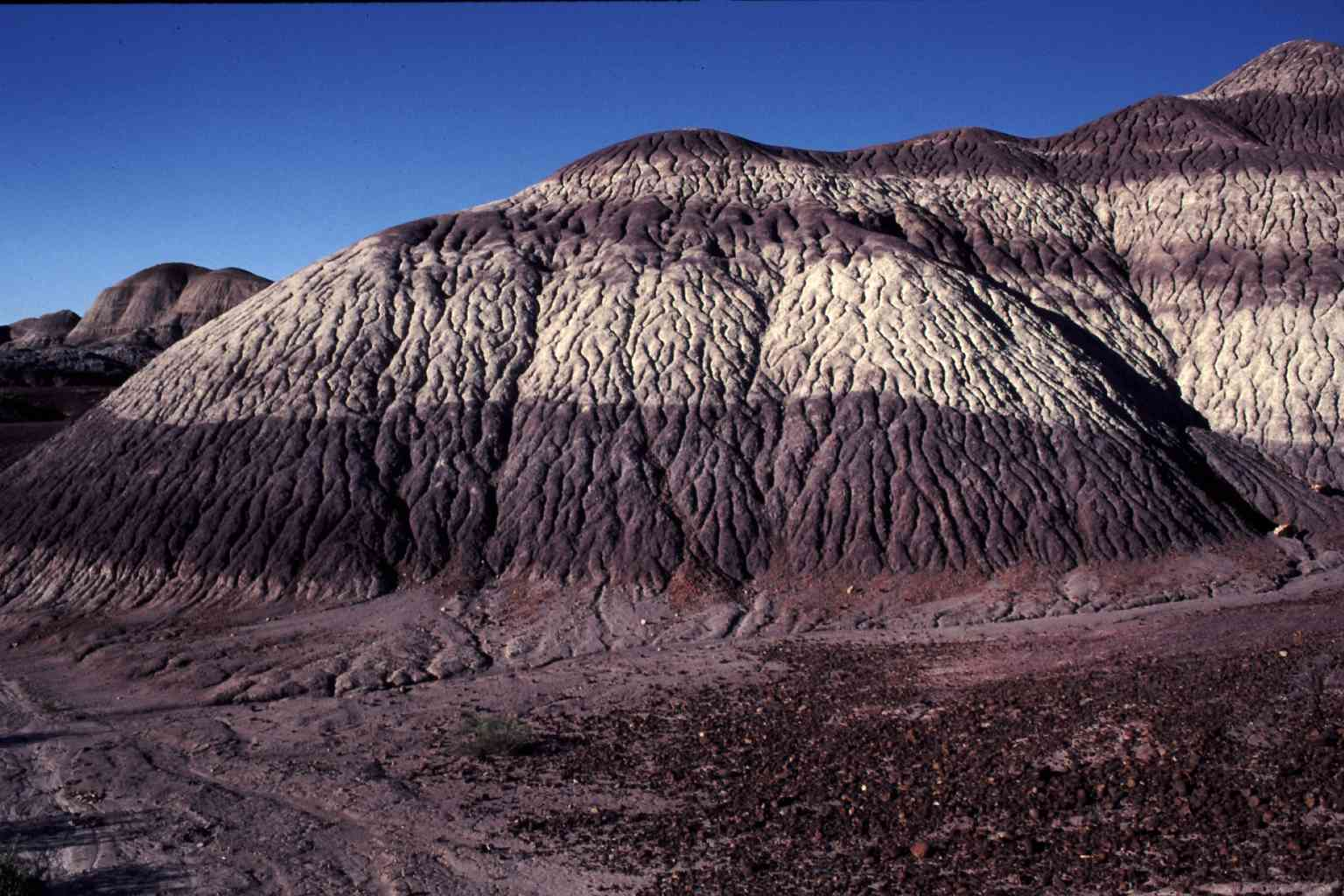
Estratos del Triásico en Arizona.

El Triásico fue nombrado en 1834 por Friedrich Von Alberti debido a los tres tramos más generales que conforman los depósitos sedimentarios (del latín trias significa "tríada") que suelen aparecer juntos, con límites diacrónicos y como "paquetes" solidarios, muy ampliamente extendidos por toda Europa Occidental, bajo el reconocimiento de la tectofacies denominada "Germánica", o Segunda "Facies roja"; extendida desde Alemania y el Norte de Europa, hasta el sur de la península ibérica, llamados el "Trias".
El primer tramo basal, lo forma areniscas y conglomerados rojos (Buntsandstein), como Trías Inferior; un segundo, intermedio, de formaciones carbonatadas típicas de ambientes marinos someros, tipo albuferas (Muschelkalk), como Trias Medio; y un tercero, de arcillas rojas abigarradas con evaporitas (Keuper), de antiguos ambientes muy áridos, como Trías Superior, cuyos materiales presentan una alta plasticidad (diapirismo o halocinosis).
También cabe diferenciar este Trias Germánico, del Trías de la tectofacies alpina, integrado este último, principalmente, por mantos de corrimiento carbonatados, por ejemplo, los mármoles de edad triásica del Complejo Alpujárride de la cordillera Penibética.
El lagerstätte del Monte San Giorgio, ahora en el lago de Lugano, región del norte de Italia y de Suiza, fue en los tiempos triásicos una laguna entre arrecifes con un fondo anóxico, así que no había turbulencias ni problemas para la fosilización, una situación que se puede comparar con el más conocido lagerstätte de Solnhofen.
La bioestratigrafía del Triásico continental se basa principalmente en tetrápodos terrestres y de agua dulce, así como en concostráceos ("camarones almeja"), un orden de crustáceo de evolución rápida que vivía en lagos y ambientes hipersalinos.

## Paleogeografía

Mapa de la Tierra durante el Triásico.

Durante el Triásico, casi todas las tierras de la Tierra se concentraban en un solo supercontinente centrado más o menos en el ecuador, llamado Pangea ("toda la tierra"). Este continente tenía forma de "C" y al este, en el hueco de la "C" se encontraba el océano Tetis y rodeándolo todo se situaba el océano Panthalassa (el "océano universal"). Todos los sedimentos del océano profundo depositados durante el Triásico han desaparecido a través de la subducción de las placas oceánicas, por lo que se sabe muy poco del océano abierto durante el Triásico.
El supercontinente Pangea comenzó su dislocación durante este período, especialmente en el Triásico Superior, pero todavía no se había separado. Laurasia incluía Norteamérica, Europa y gran parte de la actual Asia. Gondwana comprendía África, Arabia, India, Australia, la Antártida y Sudamérica. Pangea se desplazaba muy lentamente hacia el norte en este período, y en ese proceso el supercontinente empezó a mostrar los primeros signos de su fraccionamiento, con la aparición de brechas en la parte oriental de Norteamérica, en las zonas central y occidental de Europa y en el noroeste de África. Los primeros sedimentos fuera del mar, en el rift que marcó la rotura inicial de Pangea y que separó Nueva Jersey de Marruecos, son del Triásico tardío; en los Estados Unidos, estos sedimentos gruesos comprenden el grupo Newark. Los entornos terrestres están particularmente bien representados en Sudáfrica, Rusia, Europa central y el suroeste de Estados Unidos. 
El nivel del mar subió ligeramente durante el Triásico Inferior; sin embargo, el volumen de áreas emergidas fue todavía muy alto. El océano Tetis, que formaba un amplio golfo, se convirtió en ruta de invasión marina. Aunque las plantas terrestres dominantes en el Triásico difieren de las pérmicas, las pautas de distribución sobre Pangea permanecieron (floras del sur de Gondwana, siberiana y  de Laurrusia de condiciones más secas y cálidas en latitudes ecuatoriales).
Debido a que un supercontinente tiene menos costa en comparación con una serie de continentes más pequeños, los depósitos marinos del Triásico son relativamente poco comunes a escala global. Una excepción importante es Europa occidental, donde se estudió por primera vez el Triásico. El margen nororiental de Gondwana era un margen pasivo estable a lo largo del océano Neo-Tetis, y los sedimentos marinos se han conservado en partes del norte de la India y la península arábiga. En América del Norte, los depósitos marinos se limitan a unas pocas exposiciones en el oeste.

## Clima
El clima del Triásico fue generalmente caluroso y seco, y dio lugar a la formación de desiertos y evaporitas. El gran tamaño de Pangea limitó el efecto moderador del océano; su clima continental era altamente estacional, con veranos muy calurosos e inviernos muy fríos. Probablemente tuvo fuertes monzones en el Ecuador, a veces se conoce como los megamonzones pangeanos. No hay evidencia de glaciación cerca o en cualquiera de los polos; de hecho, las regiones polares eran aparentemente húmedas y templadas, un clima adecuado para las criaturas similares a reptiles.
El Triásico puede haber sido mayoritariamente un período seco, pero hay pruebas de que estuvo marcado por varios episodios de aumento de las lluvias en las latitudes tropicales y subtropicales del mar de Tetis y sus alrededores. Se conocen sedimentos y fósiles que sugieren un clima más húmedo desde el Anisiense hasta el Ladiniense del dominio del Tetis, y del Carniense y Rhaetiense de un área mayor que incluye también el dominio boreal (por ejemplo, las actuales islas Svalbard), continente de América del Norte, el bloque de China del Sur y Argentina.
El mejor estudiado de estos episodios de clima húmedo, y probablemente el más intenso y extendido, fue el evento pluvial Carniense. Un estudio de 2020 encontró burbujas de dióxido de carbono en las rocas basálticas que se remontan al final del Triásico, y concluyó que la actividad volcánica ayudó a desencadenar el cambio climático en este período.

## Vegetación

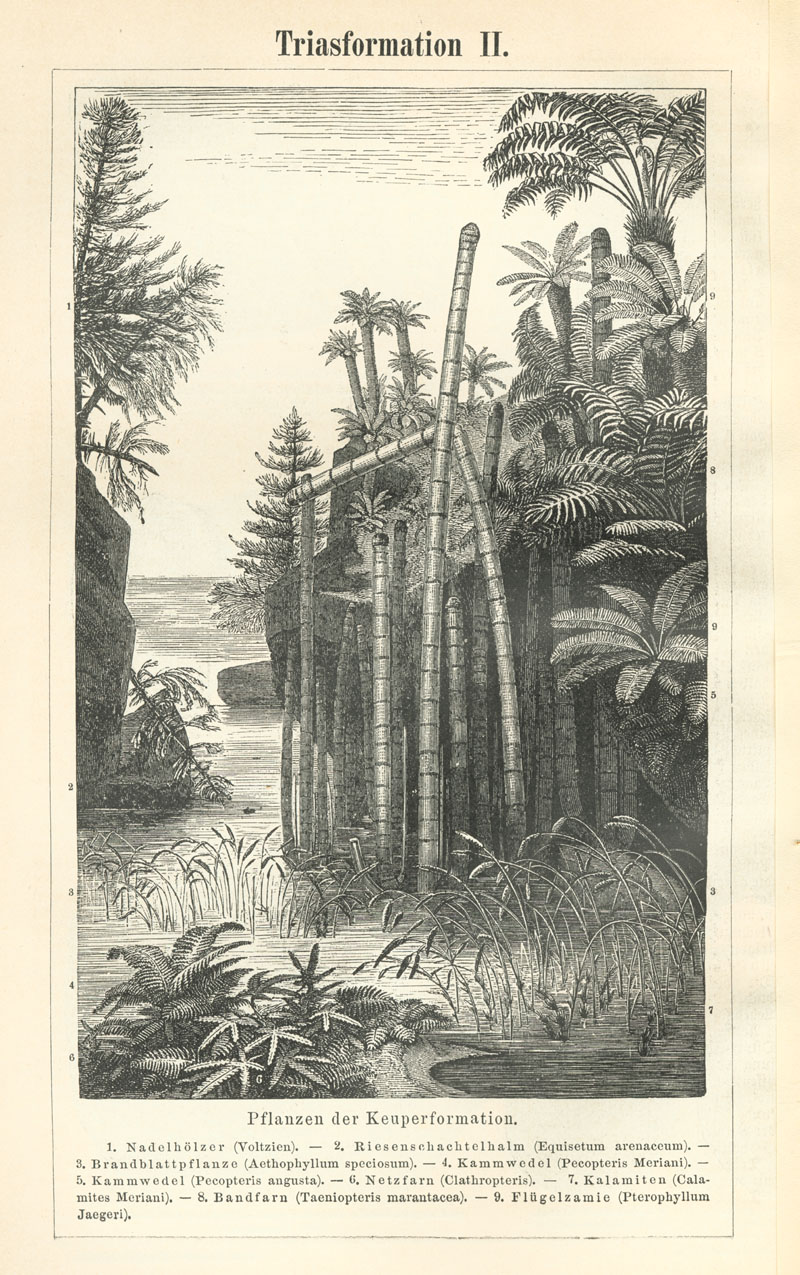
Ilustración que muestra la vegetación durante el Triásico.

Las plantas terrestres no experimentaron una extinción importante al final de la Era Paleozoica. La transición de los tipos paleozoicos recientes y mesozoicos comenzó antes del inicio de la Era Mesozoica. Así pues, las condiciones eran muy similares al Pérmico. Las plantas que florecieron en Laurasia estaban adaptadas a su clima seco y cálido: Cicadáceas. Entre la vegetación arbórea había algunas coníferas y ginkgos. Los helechos predominaban en las zonas húmedas, junto con cicadáceas con una morfología similar a las palmeras y algunos predecesores de los pinos actuales.
Gondwana, mucho más húmeda, estaba poblada por bosques de helechos gigantescos y coníferas voluminosas.
Existen pruebas de que los escarabajos estaban implicados en la polinización de algunas gimnospermas, pero por lo demás había pocas de estas plantas que trataran de atraer a los insectos, incluso parece como si los conos de las cícadas estuvieran diseñados para ahuyentarlos. Más de la mitad de las especies conocidas de insectos estaban equipadas para perforar, mordisquear y succionar los cuerpos de las plantas.

### Bosques triásicos
Un ejemplo de bosque triásico lo aporta la Formación Paramillos (Paramillos de Uspallata, Mendoza, Argentina), en la que se ubica un «bosque petrificado» del Triásico medio, con varias localidades que suman más de 120 troncos fósiles, en posición de vida. Representa un bosque subtropical perenne con estación seca, compuesto principalmente por Corystospermaceae y Araucariaceae. La primera localidad fue descubierta por Charles Darwin, en marzo de 1835, en su viaje alrededor del mundo a bordo del HMS Beagle. Un monumento recuerda el paso del eminente naturalista inglés por ese lugar. El área del denominado «Bosque de Darwin» reúne la mayor cantidad de troncos petrificados de la República Argentina; como también una gran variedad de fósiles de vegetales, invertebrados y vertebrados.

## Paleozoología
Se puede distinguir tres categorías de organismos en el registro triásico: supervivientes de la extinción Pérmico-Triásico, nuevos grupos que florecieron brevemente, y nuevos grupos que continuaron adelante para dominar el mundo Mesozoico.

### Paleozoología terrestre
Los registros fósiles triásicos se han encontrado en varias regiones: en la cuenca de Karroo de Sudáfrica, en Rusia cerca de los Montes Urales, en Ischigualasto, San Juan, Argentina, en el Bosque Petrificado de Arizona, etc. Todos estos registros cuentan la misma historia.

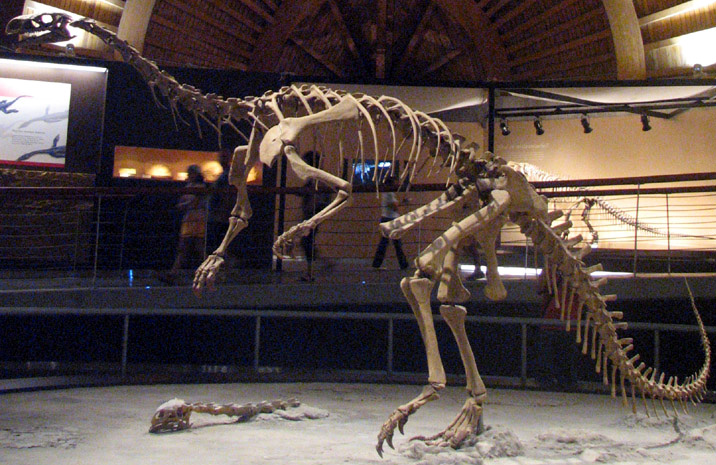
Plateosaurus.

Los reptiles dominaron la superficie terrestre en este periodo. No obstante, la mayoría de los géneros de sinápsidos del Pérmico desaparecieron repentinamente. En el inicio del Triásico quedaron unos pocos géneros de predadores y el gran herbívoro Lystrosaurus, que es famoso por su presencia fósil en muchos de los fragmentos ampliamente dispersados de Gondwana. Los reptiles mamiferoides se rediversificaron durante el Triásico jugando un importante papel ecológico y dejando un legado importante, los mamíferos verdaderos, que evolucionaron a partir de ellos al fin del Triásico. Entre las especies herbívoras estaban los dicinodontes, semejantes a los actuales hipopótamos; los rincosaurios, parecidos a los actuales cerdos; y los cinodontes, parecidos a las actuales comadrejas. Todos ellos desaparecieron de la faz de la tierra de forma desconocida y repentina: Fue la primera gran extinción en masa de la fauna terrestre en nuestro planeta. Los tecodontes que les relevaron, desaparecieron en la segunda gran extinción, acaecida a finales del Triásico. Solo sobrevivieron las tortugas, los cocodrilos, los dinosaurios y algunos mamíferos de tamaño reducido. Los primeros mamíferos eran pequeños y minoritarios, a lo largo de la Era Mesozoica, y ninguna especie alcanzó dimensiones relevantes.

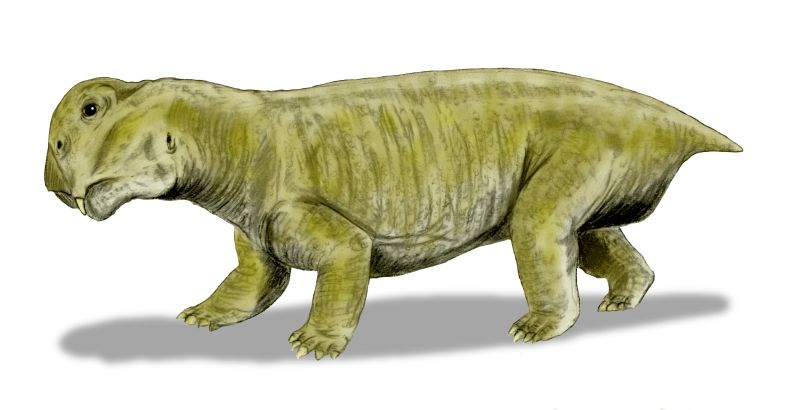
Lystrosaurus (Dicynodontia)
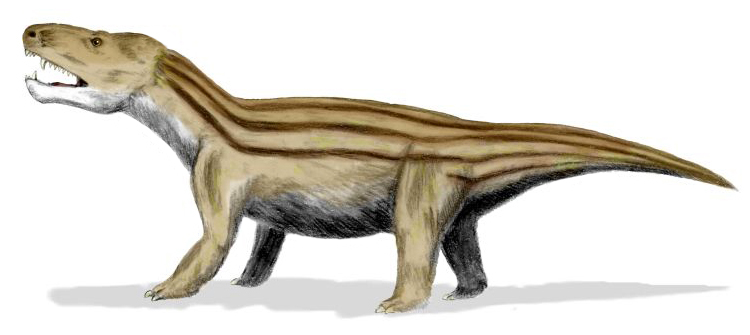
Cynognathus (Cynodontia)
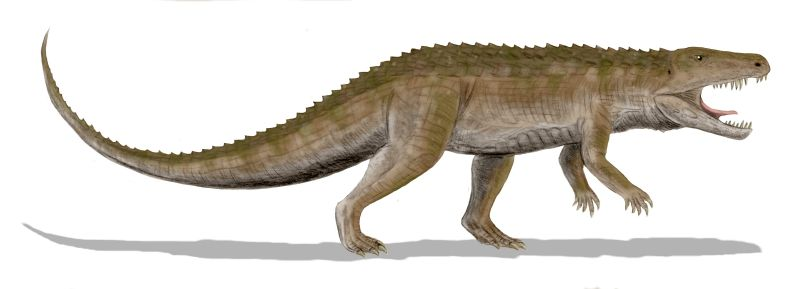
Ornithosuchus (Archosauromorpha)
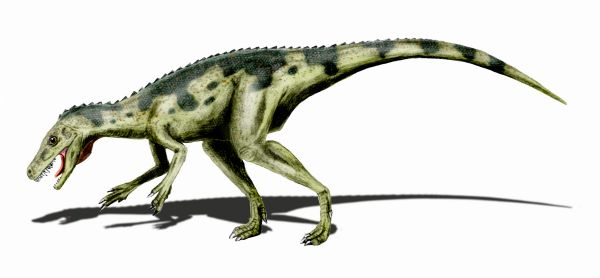
Herrerasaurus (Dinosauria)
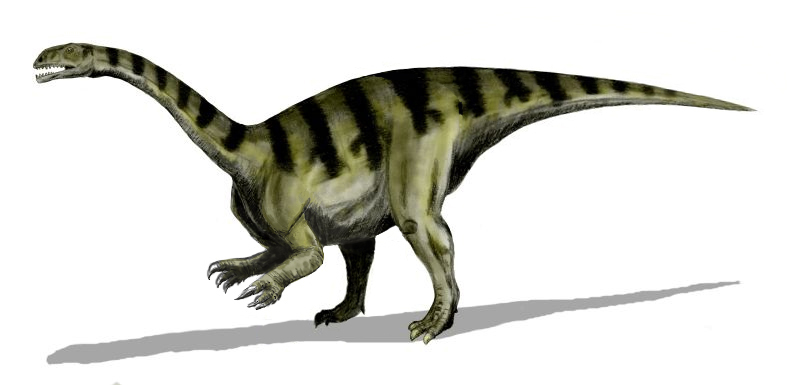
Plateosaurus (Prosauropoda)

La mayoría de los dinosaurios aparecieron a finales del Triásico. Entre ellos destacaban los terópodos y los prosaurópodos. En ausencia de competencia y con nichos ecológicos vacíos, los primeros dinosaurios colonizaron rápidamente la tierra. Cabe destacar Procompsognathus y Plateosaurus.

### Paleozoología aérea

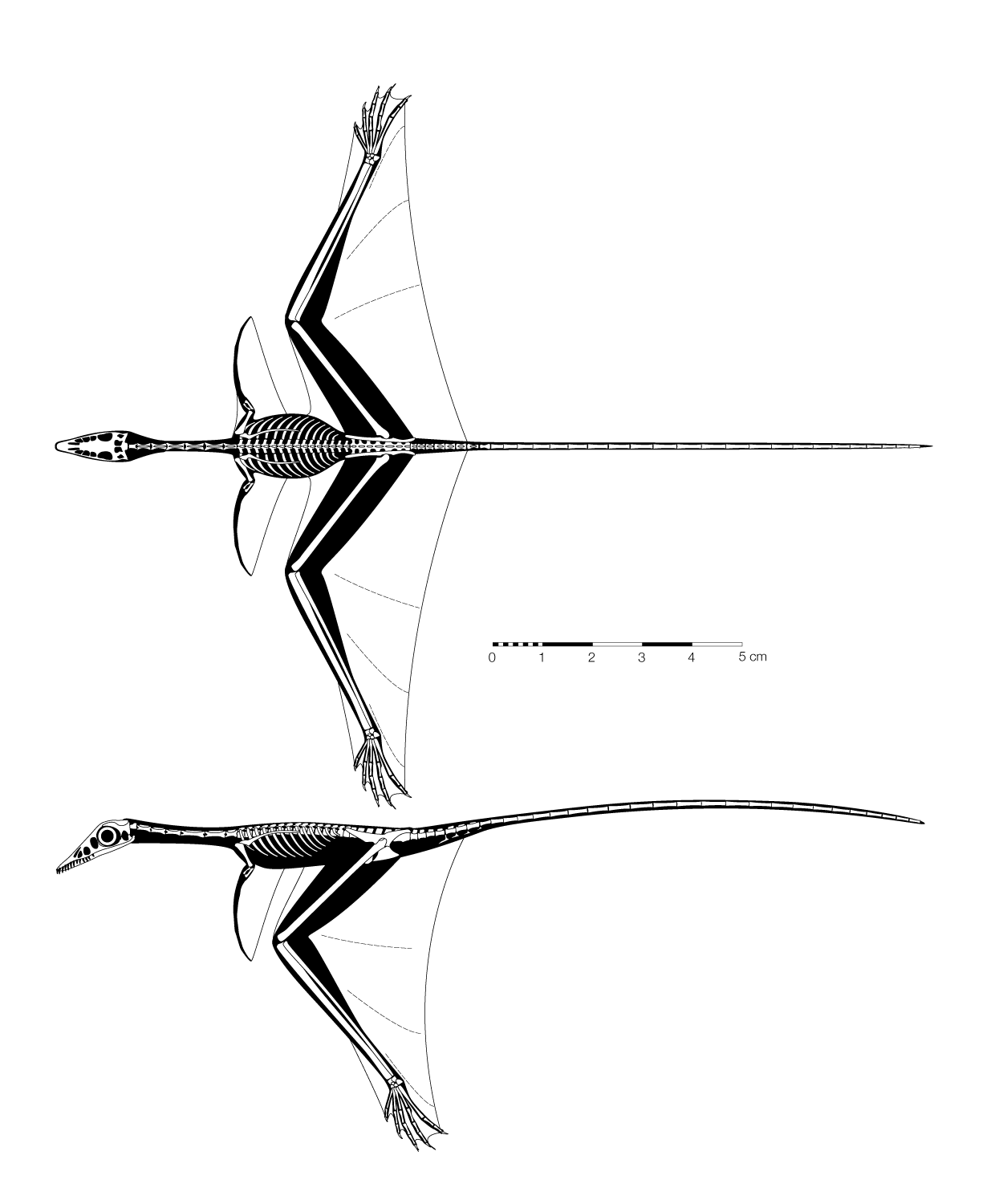
Sharovipteryx, un prolacertiforme que puede estar relacionado o ser antepasado de los pterosaurios.

En el Triásico superior, varios reptiles pequeños desarrollaron membranas sobre las extremidades, lo que posiblemente les permitía planear. Algunos géneros tenían estas alas sobre las patas delanteras y otros, sobre las traseras. Los más abundantes fueron los pterosaurios,  un orden de reptiles distinto a los dinosaurios, de sangre caliente, cabeza grande, cuerpo pequeño y alas largas y estrechas terminadas en cuatro garras diminutas.

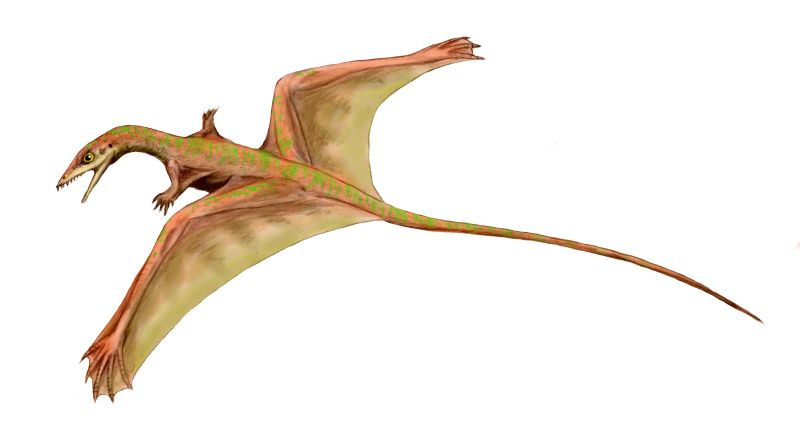
Sharovipteryx (Prolacertiformes)
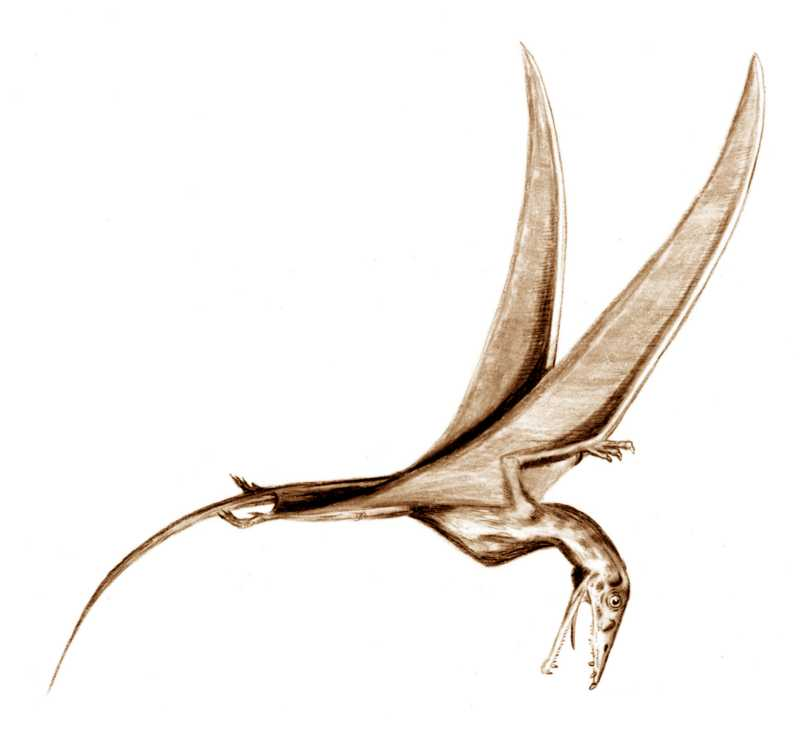
Eudimorphodon (Pterosauria)

A diferencia de sus predecesores, los pterosaurios ya eran capaces, a finales del triásico, de realizar vuelos de una cierta duración, cubriendo distancias inusitadas hasta el momento. Los pterosaurios fósiles son muy comunes y han sido hallados centenares de especímenes, pertenecientes a ocho géneros distintos. Eudimorphodon posiblemente fue el primero de todos ellos.

### Paleozoología acuática
Los grupos más comunes del Triásico inferior son los moluscos. Los ammonoideos experimentaron una recuperación espectacular después de su casi total aniquilación en el Pérmico (solo dos géneros sobrevivieron). En el Triásico los ammonoideos superaron el centenar de géneros. Los otros grupos oceánicos fueron más lentos en recuperarse, pero en el Triásico superior, los mares ya tenían una cierta diversidad. Del grupo de reptiles se destacaban el notosaurio (dientes afilados, 4 metros de longitud, cabeza pequeña y alargada y aletas parecidas a las de los patos), el placodonte (dientes afilados como sierras), y el ictiosaurio (hasta 15 metros de longitud y parecido al delfín). Estas especies adaptadas al medio acuático se alimentaban de peces y moluscos. Los notosaurios, del Triásico inferior, eran próximos a los placodontos y parece que fueron los primeros reptiles en invadir el reino oceánico. Eran hidrodinámicos con un largo cuello y cuatro extremidades en forma de paleta. Ni placodontos ni notosaurios sobrevivieron al período Triásico.
Bivalvos y gasterópodos estuvieron menos afectados por la extinción pérmica, y se encuentran con frecuencia en rocas del Triásico inferior, aunque su diversidad es algo limitada (endobentónicos y epibentónicos).

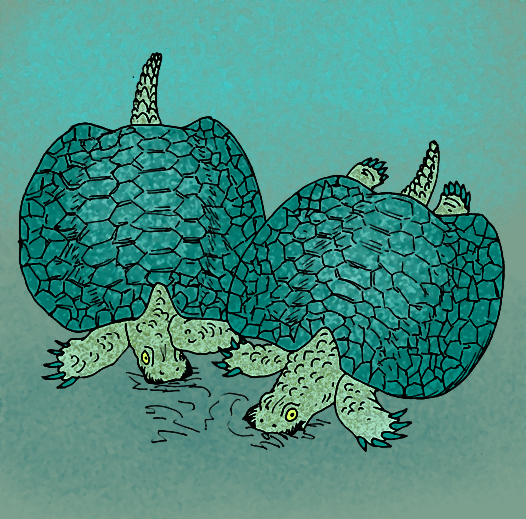
Henodus (Placodontia)
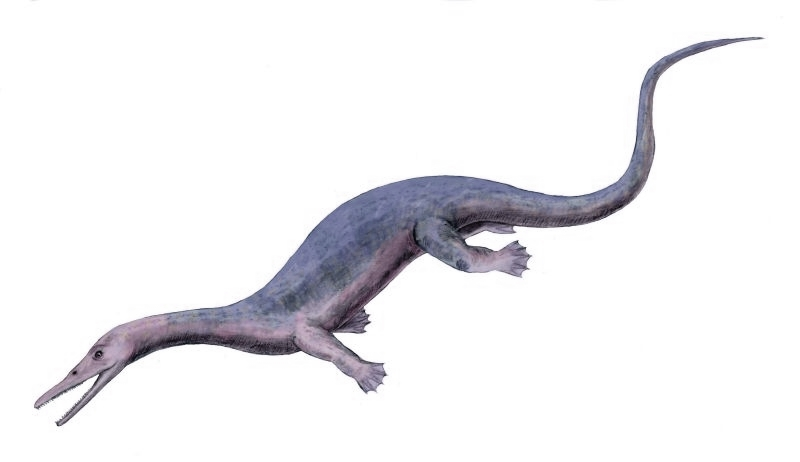
Askeptosaurus (Thalattosauria)
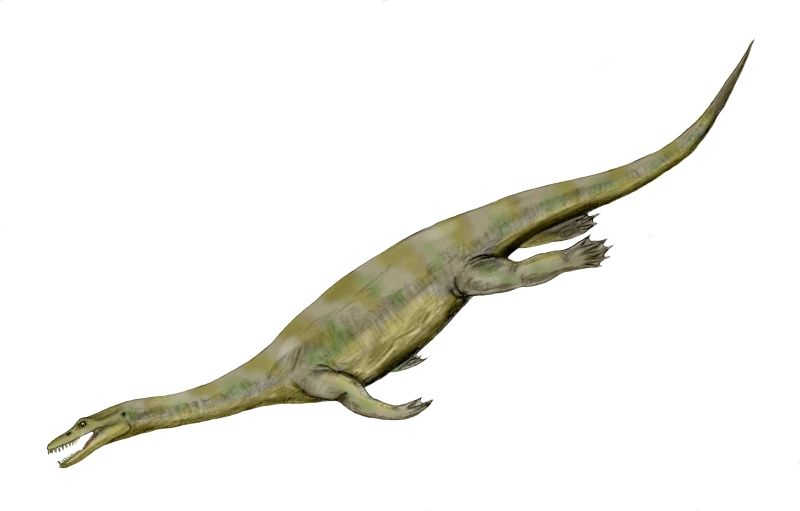
Nothosaurus (Nothosauria)
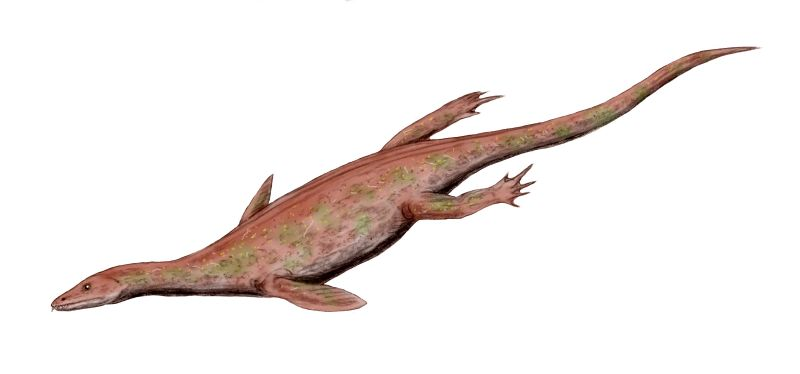
Lariosaurus (Nothosauria)
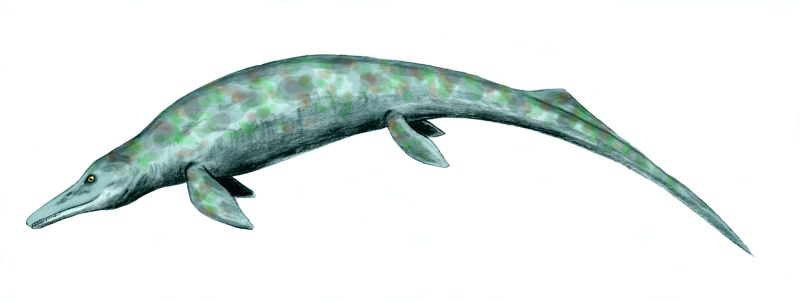
Cymbospondylus (Ichthyosauria)
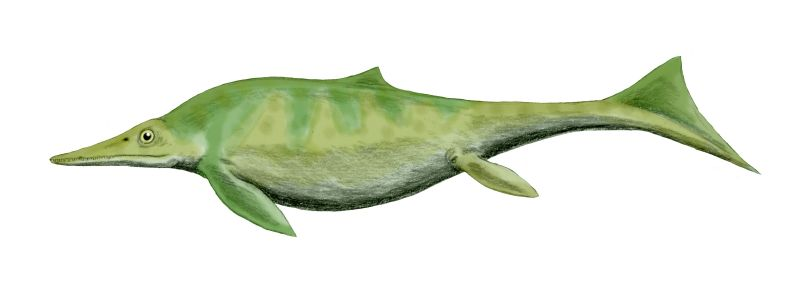
Californosaurus (Ichthyosauria)

Los corales Hexacorallia aparecen en el Triásico medio. Los primeros arrecifes eran pequeños (menos de 3 metros) y estaban construidos por pocos tipos de organismos. Al final del Triásico, los arrecifes eran más grandes, y algunos han sido construidos por más de 20 especies diferentes. Las primeras bioconstrucciones crecieron en aguas relativamente profundas, diferentes de las actuales, no asociadas con algas simbióticas. Quizás no fue hasta el final del Triásico o Jurásico temprano cuando comienzan a formar arrecifes grandes y se establece esta relación simbiótica. Los conodontos fueron importantes todavía en el Triásico, para desaparecer al final de este periodo.

## Extinciones en masa
Al final del Triásico se produjo la extinción masiva del Triásico-Jurásico. Se extinguen los conodontos y reptiles placodontos. Desapareció el 20 % de animales marinos, aunque todos estos grupos se recuperan en el Jurásico. Las víctimas terrestres incluyeron la mayoría de los géneros de reptiles mamiferoides y grandes anfibios. Los beneficiarios primarios de la extinción sobre la tierra fueron los dinosaurios, que se expandieron rápidamente durante el Jurásico y dominaron los hábitats terrestres a lo largo del resto de la Era Mesozoica. Los únicos reptiles marinos que sobrevivieron fueron los ictiosaurios y los plesiosaurios.

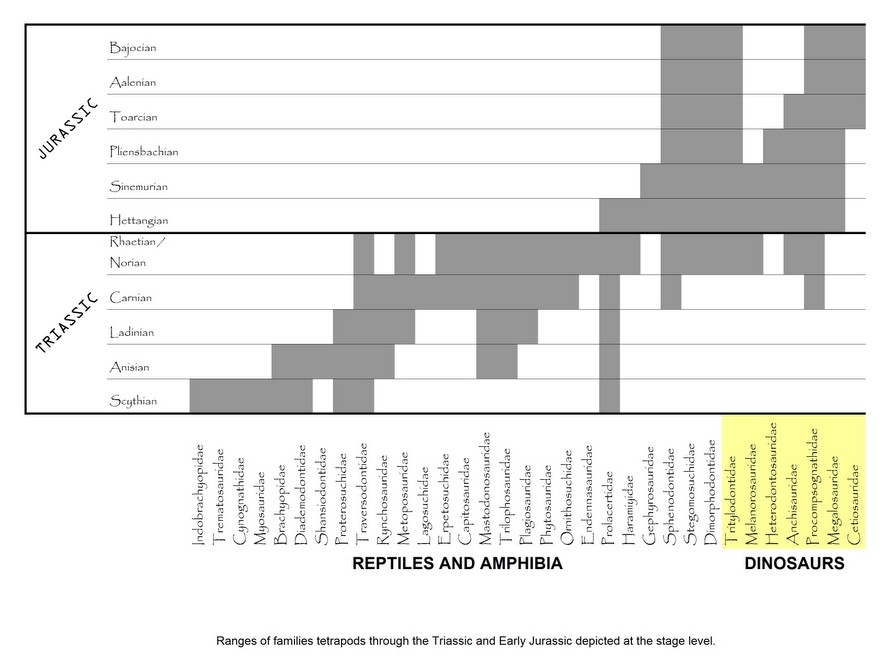
Tabla resumen de las extinciones en masa de algunas especies.

Las evidencias sugieren que hubo dos pulsos de extinción triásica, uno anterior y otro al final del período. La sincronización de estas extinciones en los mares es poco clara y las causas de las extinciones triásicas permanecen desconocidas. Un análisis en el noroeste de Arizona en el 2002 sobre el límite Carniense-Noriense, no mostró cambios bruscos en el paleoambiente, por lo que la posibilidad climatológica no fue respaldada. En este tiempo, las coníferas y otros grupos de gimnospermas reemplazaron a las floras de plantas con semillas que habían predominado en hábitats de tierra baja de Gondwana en el Triásico.